# Rouwen Hennings
Rouwen Hennings (ur. 28 sierpnia 1987 w Bad Oldesloe) – piłkarz niemiecki grający na pozycji napastnika.

## Kariera klubowa
Hennigs jest wychowankiem małego klubu VfL Oldesloe pochodzącego z jego rodzinnej miejscowości. W 2000 roku w wieku 13 lat podjął treningi w szkółce piłkarskiej Hamburger SV, a latem 2005 awansował do drużyny rezerw rywalizującej w Regionallidze. Spisywał się w niej na tyle dobrze, że przez 2 lata zdobył 11 bramek i w 2007 roku został zawodnikiem pierwszej drużyny HSV. W 2008 roku został wypożyczony do FC St. Pauli, a w 2009 roku został wykupiony przez St. Pauli. W latach 2012–2015 grał w Karlsruher SC, a następnie przeniósł się do angielskiej Championship, do klubu FC Burnley.
| Sezon   | Klub               | Kraj   | Rozgrywki     | Mecze | Bramki |
| ------- | ------------------ | ------ | ------------- | ----- | ------ |
| 2005/06 | Hamburger SV II    | Niemcy | Regionalliga  | 22    | 3      |
| 2006/07 | Hamburger SV       | Niemcy | Bundesliga    | 0     | 0      |
| 2006/07 | Hamburger SV II    | Niemcy | Regionalliga  | 29    | 8      |
| 2007/08 | VfL Osnabrück      | Niemcy | 2. Bundesliga | 29    | 2      |
| 2008/09 | FC St. Pauli       | Niemcy | 2. Bundesliga | 21    | 2      |
| 2009/10 | FC St. Pauli       | Niemcy | 2. Bundesliga | 29    | 9      |
| 2010/11 | FC St. Pauli       | Niemcy | Bundesliga    | 16    | 1      |
| 2011/12 | FC St. Pauli       | Niemcy | 2. Bundesliga | 7     | 0      |
| 2011/12 | VfL Osnabrück      | Niemcy | 3. Liga       | 17    | 5      |
| 2012/13 | Karlsruher SC      | Niemcy | 3. Liga       | 35    | 9      |
| 2013/14 | Karlsruher SC      | Niemcy | 2. Bundesliga | 31    | 10     |
| 2014/15 | Karlsruher SC      | Niemcy | 2. Bundesliga | 27    | 17     |
| 2015/16 | Karlsruher SC      | Niemcy | 2. Bundesliga | 2     | 0      |
| 2015/16 | FC Burnley         | Anglia | Championship  | 26    | 1      |
| 2016/17 | Fortuna Düsseldorf | Niemcy | 2. Bundesliga | 30    | 9      |
| 2017/18 | Fortuna Düsseldorf | Niemcy | 2. Bundesliga | 33    | 13     |
| 2018/19 | Fortuna Düsseldorf | Niemcy | Bundesliga    | 24    | 5      |
| 2019/20 | Fortuna Düsseldorf | Niemcy | Bundesliga    | 32    | 15     |
| 2020/21 | Fortuna Düsseldorf | Niemcy | 2. Bundesliga | 33    | 9      |
| 2021/22 | Fortuna Düsseldorf | Niemcy | 2. Bundesliga | 30    | 13     |
| 2022/23 | Fortuna Düsseldorf | Niemcy | 2. Bundesliga | 26    | 6      |
| 2023/24 | SV Sandhausen      | Niemcy | 3. Liga       | 14    | 6      |

## Kariera reprezentacyjna
21 lutego 2007 roku Hennings zadebiutował w młodzieżowej reprezentacji Niemiec U-21 w meczu z Włochami.